# Râul Vedea
Vedea este un râu în partea de sud a României, care izvorăște din Platoul Cotmeana și se varsă în Dunăre, având o lungime de 244 km. Principalii săi afluenți sunt râurile Cotmeana și Teleorman.
Străbate județele Argeș, Olt și Teleorman, iar orașele Alexandria și Roșiorii de Vede se găsesc pe malurile râului.

## Hidronimie
Numele râului este de origine dacică, provenind din cuvântul indo-european wed (apă).  